# 石田隼
石田 隼（いしだ しゅん、1991年10月30日 - ）は、日本の俳優。株式会社ドルチェスター所属。

## 人物
- 2013年より株式会社ドルチェスターに所属している。
- 三重県出身であるが、実際に住んでいた期間は短い。東京で俳優として活動を始める前に、愛知県、神奈川県、群馬県に住んでいたことがある[3]。
- 特技は硬式テニス等[1]。

## 出演

### 舞台
- Blood Heaven～第七天国Sad wings（2013年4月、シアターグリーン BIG TREE THEATER） - ニコラ 役[4]
- 7丁目16番地 ゆめ屋～ROCKの巻～ （2013年7月、Air Studio） [5]
- 異聞天狼伝～會津新撰組残党記～ （2013年9月、全労済ホール／スペース・ゼロ） - 市橋蔵太 役[6]
- 泣いてたまるか！！いのちのしるし（2014年3月、中野ザ・ポケット） - 立花 役[7]
- エンターテイメント風集団秘密兵器 MISSION IN POSITIVE 22th Attack「痛恨の極み」 （2014年8月、「劇」小劇場）  [8]
- ロックミュージカル「SONG OF SOULS -慶長幻魔戦記」（2014年11月、KAAT神奈川芸術劇場 ホール / 梅田芸術劇場 シアター・ドラマシティ） - 国千代 役[9]
- ミュージカル『テニスの王子様』3rdシーズン - 大石秀一郎 役[10]
  - 青学vs不動峰 （2015年2月13日 - 5月17日、TOKYO DOME CITY HALL 他）[11]
  - TEAM Live SEIGAKU（2015年6月10日 - 14日、6月27日 - 28日、AiiA 2.5 Theater Tokyo 他）[12]
  - 青学vs聖ルドルフ （2015年9月5日 - 11月3日、TOKYO DOME CITY HALL 他）[13][14]
  - 青学vs山吹 （2015年12月24日 - 2016年2月21日、TOKYO DOME CITY HALL 他）[15]
  - Dream Live 2016（2016年5月13日 - 15日、5月20日 - 22日、パシフィコ横浜 国立大ホール 他）[16]
  - 青学vs氷帝 （2016年7月14日 - 9月25日、TOKYO DOME CITY HALL 他）[17]
- 口紅（2016年11月、赤坂RED/THEATER） - 主演・中嶋保 役[18][19]
- 舞台「パタリロ!」 - タマネギ部隊 役
  - 舞台「パタリロ!」（2016年12月、紀伊國屋ホール）[20]
  - 舞台「パタリロ!」★スターダスト計画★（2018年3月 - 4月、天王洲 銀河劇場 / 森ノ宮ピロティホール）[21]
- 昭和文学演劇集 第五弾「孤島の鬼―咲きにほふ花は炎のやうに―」（2017年2月、赤坂RED/THEATER）- 箕浦金之助 役[22]
- Reading Cinema×2017 Spring Special＜LOVE×LETTERS＞ （2017年3月 、LAPIN ET HALOT） - 海斗 / 大地 役（日替わり）[23]
- to be YOU to be ME（2017年5月、シアターブラッツ） - 小山孝弘 役[24]
- おん・すてーじ『真夜中の弥次さん喜多さん』双（2017年6月、全労済ホール／スペース・ゼロ）[25]
- 劇団TEAM-ODAC 第25回本公演「毎日が冒険～ねぇ… ～miss you～」（2017年8月、紀伊國屋サザンシアター TAKASHIMAYA） - 今井けんた 役[26]
- ラ・セッテ×イヌッコロ コラボ公演 「まわれ！無敵のマーダーケース」（2017年10月、サンモールスタジオ） - 末國 役[27]
- 『アンプラネット ―Back to the Past！―』（2018年1月、品川プリンスホテル クラブeX）  - 日替わりゲスト[28]
- ハダカ座公演vol.1 「ストリップ学園」（2018年1月、新宿FACE） - 一条葉子 役[29][30][31]
  - ハダカ座公演vol.2 「ストリップ海峡」（2020年3月 - 4月、新宿FACE） - 一条葉子 役[29][32]（公演中止）
- ナナマルサンバツ THE QUIZ STAGE（2018年5月、全労済ホール／スペース・ゼロ） - 大蔵邦光 役[33]
- 鬼切丸伝～源平鬼絵巻～ 再演（2018年6月、全労済ホール／スペース・ゼロ） -  那須与一 役[34]
- ハイスクール!奇面組2 ～嵐を呼ぶ変態ライバル対決～（2018年8月、 草月ホール） -  宇宙警備隊員 トリシ・マルー 役[35][36]
- イヌフェス第一弾 羽仁プロデュース「恋するアンチヒーロー」（2018年9月、 劇場MOMO） - 主演 真中 役[37][38]
- デルフィニア戦記 -  ナシアス・ジャンペール 役
  - ～動乱の序章～（2018年12月、渋谷区文化総合センター大和田 さくらホール）[39]
  - ～獅子王と妃将軍～（2019年6月、シアターGロッソ）[40][41]
- produce unit JOE Company 公演「騙されざる者たち」（2019年3月、下北沢小劇場B1）- 後藤田哲也 役[42][43]
- 黒子のバスケ ULTIMATE-BLAZE（2019年4月 - 5月、COOL JAPAN PARK OSAKA  TTホール 他）- 伊月俊 役[44][45]
- ミュージカル『スタミュ』 - 蜂矢聡 役
  - -3rdシーズン-（2019年8月 - 9月、日本青年館ホール / 森ノ宮ピロティホール）[46]
  - スピンオフ team楪＆team漣 単独公演「Storytellers」 （2020年12月、シアター1010 / 品川プリンスホテル ステラボール）- 蜂矢聡 役[47]
- 宇宙でクロール・令（2019年10月、神保町花月） - 主演・羽田 役[48]
- 地図から消されたウサギ島（2019年12月、武蔵野芸能劇場 小劇場） - 主演・水前寺秀 役[49]
- 花火の陰（2020年2月、三越劇場） - 磯村おさむ 役[50]
- インディゴの夜（2020年5月、シアターサンモール） - ジョン太 役[51]（延期）
- 舞台『贈られた命-此処に産まれた意味-』（2020年9月、日暮里d-倉庫）- 道端太一 役[52]
- 『Bランチ～ヨリドリミドリな分かれ道～』（2020年10月、原宿ストロボカフェ(配信)）- ヨリト 役[53]
- 『エンドレス・ボヤージュ～明日への脱出～with DOLCE STAR』（2020年10月、配信）- 室町大和 役[54]
- ミュージカル『青春-AOHARU-鉄道』
  - ミュージカル『青春-AOHARU-鉄道』4～九州遠征異常あり～（2021年2月、天王洲 銀河劇場）- 有楽町線 役[55]
  - ミュージカル『青春-AOHARU-鉄道』～誰が為にのぞみは走る～（2022年8月、品川プリンスホテル ステラボール）- 長崎新幹線 役[56][57]
  - ミュージカル『青春-AOHARU-鉄道』5～鉄路にラブソングを～（2023年6月 - 7月、天王洲 銀河劇場 / AiiA 2.5 Theater Kobe）- 西九州新幹線 役[58]
  - ミュージカル『青春-AOHARU-鉄道』〜地下の中心で愛をさけんだMétro〜（2023年12月21日 - 31日、品川プリンスホテル クラブeX） - 有楽町線 役[59]
  - ミュージカル『青春-AOHARU-鉄道』コンサート Rails Live 2025（2025年11月22日 - 24日〈予定〉、TACHIKAWA STAGE GARDEN） - 西九州新幹線 / 有楽町線 役[60]
- One on One 32nd note「無題―1[MONO]―」（2021年4月、CBGKシブゲキ!!）- 博士 / 本棚 役[61]
- 「幽霊ハウス」～あなたは死んでも彼女を守れますか？～（2021年9月、ヒューリックホール東京）- 石川六三郎 役[62]
- ミュージカル「ヨルの真ん中」（2021年10月、ROCK JOINT GB）- マナカシンヤ 役[63]
- RICE on STAGE「ラブ米」～Rice will come～（2021年11月、品川プリンスホテル クラブeX）- ロ・ガァ・ト・ジョンソン 役[64]
- 『オサエロ』（2021年12月、中野テアトルBONBON）[65]
- 舞台「ヲタクに恋は難しい」（2022年5月11日 - 15日、新宿シアターサンモール） - 相庭 役
- 「Dr.STONE」THE STAGE ～SCIENCE WORLD～ - ドクタロー 役
  - 初演（2022年7月、サンシャイン劇場）[66]
  - 再演（2023年9月2日 - 18日、品川プリンスホテル ステラボール 他）[67]
- ちびまる子ちゃん THE STAGE 『はいすくーるでいず』（2022年12月15日 - 25日、天王洲 銀河劇場） - 青木翔 役[68]
- 舞台「よんでますよ、アザゼルさん。」（2023年2月10日 - 26日、Mixalive TOKYO Theater Mixa）[69]
- 夏の夜の夢（2023年4月19日 - 23日、東京芸術劇場 シアターウエスト） - パック 役[70]
- Run For Your Wife（2023年7月、あうるすぽっと）- スタンリー・ガードナー 役[71]
- 神戸セーラーボーイズ 定期公演 vol.1『ロミオとジュリアス』『Water me! 〜我らが水を求めて〜』（2023年11月25日、AiiA 2.5 Theater Kobe）[72]
- 甦夢THEATRE『黄金仮面-masque dore-』（2024年10月11日 - 20日、天王洲 銀河劇場） - 山田風太 役[73]
- 演劇【推しの子】2.5次元舞台編（2024年12月13日 - 29日、シアターH 他） - みたのりお 役[74]
- STAGE COMPANY THE MIX UP vol.4『TRANS』（2025年1月24日 - 2月2日、シアター・アルファ東京） - 参三 役[75]

### 映画
- L♥DK （2014年）
- テルマエ・ロマエII（2014年）
- 「映画版 ふたりエッチ ～ラブ・アゲイン～」(2019年) - 岡浜学 役[76]
- 「映画版 ふたりエッチ ～ダブル・ラブ～」（2019年） - 岡浜学 役
- 劇場版「パタリロ！」（2019年6月） - タマネギ部隊 役[77]
- 『18歳の誕生日に知った複雑な家庭事情について』(2020年)  - 歌川劉生 役[78]
- ハオト（2025年）[79]

### Webドラマ
- ボンボンTV  青春ドラマ 「最後のねがいごと」（2018年） - 菊池あきら 役[80][81]
- 仮面ライダージオウ スピンオフ PART2『RIDER TIME 龍騎』（2019年3月31日 - 4月14日、ビデオパス） - 加納達也 / アナザー龍騎 役[82]

### ラジオ
- ドル★ラジ
- Kiss FM KOBE「石田隼と本田礼生の以心伝心!」（2017年1月 - 2020年9月）

### CM
- アクエリアスCM「ビルボード」篇 チョー気持ちイイ。Ver（2014年）
- 明治プロビオヨーグルト「LG21」WEBムービー（2016年）[83][84]
- ショウワノート 新型筆入れ「ハイるん」CM（2019年）
- ショウワノートわくわく新学期シリーズ2021　ポケットモンスター CM（2021年）
- ショウワノートジャポニカ学習帳　わっくわっくキャンペーン（2021年）
- 「メントスでSAY YES!」スペシャルムービー【オフィスでアシスト達人】篇（2021年）

### 雑誌
- TVぴあ（2015年11月18日発売）
- Stage PASH! Vol.3（2015年5月28日発売）
- Stage PASH! Vol.5（2015年9月30日発売）
- spoon.2Di Actors vol.3（2016年1月30日発売）
- Star Creators|PLUS stamp! act_01（2016年6月16日発売）
- キャストサイズ Vol.16（2016年11月15日発売）
- Sparkle VOL.28（2016年11月1日発売）
- Prince of STAGE vol.2（2017年12月21日発売）
- キャストサイズ 特別号 2018 March（2018年3月23日発売）

### CD
- 『石田隼と本田礼生の以心伝心！』ラジオCD Vol.1〜ラジオはじめました〜（2017年4月10日発売）